# Иманалиев, Шадыкан
Шадыкан Иманалиев (кирг. Шадыкан Иманалиев; 1907, а. Сары-Булак, Аулиеатинский уезд, Сырдарьинская область, Туркестанский край, Российская империя — 16 марта 1990, Фрунзе, Киргизская ССР, СССР) — советский киргизский партийный и государственный деятель.

## Биография
Родился в 1907 году в ауле Сары-Булак (ныне — в Жайылском районе Чуйской области) в киргизской семье дехканина-бедняка.
С 1917 год, после смерти отца, работал пастухом; в 1921—1925 годы воспитывался в детском доме в Пишпеке; в 1924 году принят в комсомол. В 1925—1927 годы учился в школе ФЗУ им. Г.Плеханова в Твери, выпущен ткачом.
В 1927 году в течение 3 месяцев работал переводчиком в Джалал-Абадском окружном земском отделе, затем 2 месяца заведовал интернатом в Джалал-Абаде. С декабря 1927 по июль 1928 руководил школой-передвижкой в Кызыл-Джаре и Джалал-Абаде.
С 1 сентября 1928, по окончании 2-месячных курсов пропагандистов во Фрунзе, по 5 февраля 1929 года заведовал отделом агитации и пропаганды Джалал-Абадского кантонного комитета ЛКСМ; с марта 1929 по 1 апреля 1930 заведовал агитационно-пропагандистским отделом Ошского окружного комитета ЛКСМ. В 1929 году принят в ВКП(б).
С 1 апреля 1930 года работал в Кетмень-Тюбинском райкоме ВКП(б) (заведующий организационным отделом), с сентября по декабрь 1930 — в Средне-Азиатском бюро ЦК ВЛКСМ (Ташкент; заместитель заведующего отделом массовых кампаний в экономике). С мая 1931 года, окончив полный курс переподготовки партийно-комсомольских работников при Комвузе им. Я.Свердлова в Москве, заведовал культурно-пропагандистским отделом Таласского райкома ВКП(б).
С декабря 1931 года занимал должности первого секретаря райкома ВКП(б) последовательно: Исфаринского, с 1.1.1932 — Ляйлякского, с 1932 — Сулюктинского, с 15.1.1934 по 4.4.1937 — Иссык-Кульского.
Со 2 мая 1937 года был заместителем заведующего отделом руководящих партийных органов Киргизского обкома ВКП(б), 7 сентября был рекомендован на должность 3-го секретаря ЦК КП Киргизской ССР. 25 сентября 1937 бюро ЦК КП Киргизской ССР приняло решение «расследовать заявления на Иманалиева». 4 октября 1937 года на бюро ЦК КП Киргизской ССР установлено, что «обвинения Иманалиеву не подтвердились»; тем не менее 22 ноября 1937 Исполнительным бюро ЦК КП Киргизской ССР Ш.Иманалиев был снят с должности заведующего советско-торговым отделом ЦК и исключён из партии.
17 августа 1939 года восстановлен в ВКП(б) и в должности заведующего советско-торговым отделом ЦК КП Киргизской ССР. С ноября 1939 года — первый секретарь Чон-Алайского, с февраля 1942 — Молотовского райкома КП Киргизской ССР.
С февраля 1944 по февраль 1945 года — председатель Ошского облисполкома. С февраля 1945 по декабрь 1947 года — 1-й секретарь Тянь-Шаньского (Нарынского) обкома, с декабря 1947 по 1952 год — 1-й секретарь Иссык-Кульского обкома КП Киргизской ССР.
В 1952—1953 годы был заместителем заведующего сельскохозяйственным отделом ЦК КП Киргизской ССР. С марта 1953 по март 1959 года — председатель Фрунзенского облисполкома.
В последующем работал директором ВДНХ Киргизии (март 1959 — июль 1961), начальником управления мясомолочной промышленности Совнархоза Киргизской ССР (июль 1961 май 1966), директором республиканской конторы «Маслосырбаза» (май 1966 — март 1976). В марте 1976 года вышел на пенсию.
Избирался депутатом (от Киргизской ССР) Совета Национальностей Верховного Совета СССР 2-го (1946—1950) и 3-го (1950—1954) созывов.
Умер в марте 1990 года в Бишкеке.